# Impacts environnementaux du bois d'œuvre
 (septembre 2022).
Les impacts environnementaux du bois d'œuvre sont évalués de son extraction, sa transformation, sa distribution, son utilisation, jusqu'à son recyclage ou à son élimination finale. Les outils utilisés pour évaluer l'impact environnemental du bois sont l'analyse de flux de matières (AFM) et l’analyse du cycle de vie (ACV).
Le bois est un matériau de construction majeur, renouvelable et reproductible dans un cycle continu. Des études montrent que les fabrications en bois consomme moins d'énergie et entraîne moins de pollution de l'air et de l'eau que celles en acier ou en béton.
Le bois est un moyen de séquestration du dioxyde de carbone. 1 m3 de bois séquestre une tonne de CO2 : la forêt et le bois immobilisés dans les constructions constituent un puits de carbone. Une autre composante des avantages du bois tient à l'effet de substitution exercé par le bois sur d'autres produits de construction émetteur de gaz à effet de serre (l'acier et surtout le béton sont visés, mais aussi le plâtre et l'aluminium). Le thème de l'utilisation du bois dans la construction de bâtiments comme stratégie de séquestration du carbone à l’échelle planétaire est à l'étude:. il doit tenir compte de l'accroissement de la demande en bois et des risques de déforestation, d'exploitation forestière illégale ou de perturbation des écosystèmes,.
La forêt est un système naturel, qui est à l'intersection des principaux cycles biogéochimique : d'un point de vue écologique, la forêt rend différents services écosystémique. La forêt se trouve également à l'intersection de différents groupes d'utilisateurs qui en attendent des services. Enfin la forêt peut être considérée comme un système industriel, qui comprend toutes les activités forestières (production de bois d'œuvre, panneaux, bois énergie et bois à pâte), et dont les intérêts ne convergent pas toujours avec ceux des autres groupes d'utilisateurs, ou des objectifs écologiques.

## Histoire de l'exploitation de la forêt
Les sociétés industrielles se sont développées au détriment de leurs ressources naturelles. Les premières mesures de conservation de la forêt partout dans le monde sont liées à la crainte d'éventuelles pénuries de bois. Prioritairement au bois d'œuvre, c'est le bois que l'on emploie pour le boisage des mines, et ensuite celui employé pour la marine, dont les nations dépendent pour leur sécurité, qui a attiré l'attention des autorités, et qui sera à l'origine des premières mesure conservatives organisées, respectivement par Hans Carl von Carlowitz en Saxe, et Jean-Baptiste Colbert en France. On attribue communément au premier l'introduction de la notion de gestion durable des forêts.
Un des moteurs de l'expansion territoriale coloniale européenne et particulièrement britannique a été l'exploitation intensive des forêts coloniales. La Conquête de l'Ouest dans le Nord des États-Unis s'est faite dans la seconde moitié du XIXe siècle par la coupe à blanc des forêts primaires de l'entièreté du Michigan; le bois était utilisé dans la construction des maisons, ce qui a permis ni plus ni moins l'émergence entière de Chicago ; pour la première fois de l'histoire, la coupe des forêts, et le façonnage des bois se faisait par des moyens mécaniques importants et la construction des bâtiments selon des méthodes industrielles standardisées et efficaces de construction en bois (le baloon frame qui a supplanté la charpenterie traditionnelle). Le conservatisme aux États-Unis est parti de la prise de conscience du gâchis occasionné par la colonisation, qui prenait l'apparence des terres lunaires abandonnées après exploitation ; les terres que les colons étaient en train de vider de leurs forêts étaient aussi les terres sur lesquelles ils allaient établir leur habitat. Les forêts du Michigan sont aujourd'hui les forêts « artificielles » reconstituées par le Corps du génie de l'armée des États-Unis au début XXe siècle, probablement la moitié de la diversité biologique des forêts primaires qu'elles ont remplacé. Le Service des forêts des États-Unis a été organisé en 1905 et les forêts nationales ont été créées entre 1909 et 1938. Les États-Unis sont également devenus pionnier en matière de certification forestière et de labels environnementaux. Le premier créé, l'ATFS a été lancé en 1941 aux États-Unis comme un moyen de promouvoir les avantages de la foresterie scientifique, à une époque où les dirigeants de l'industrie estimaient que les forêts privées américaines étaient coupées à des taux insoutenables. Les États-Unis et le Canada qui possèdent des traditions de construction en bois bien implantées, sont aujourd'hui de gros consommateurs de bois d'œuvre et prélèvent dans les forêts boréales gérées de manière durable. Toutefois les États-Unis comme nombre de pays industriels, sont consommateurs de bois tropicaux exploités de manière non-durable, phénomène qui joue un rôle important dans la déforestation tropicale.
Une bonne partie de la biodiversité mondiale se trouve dans les grandes forêts tropicales humides et dans des pays pays émergents (Brésil, Malaisie, Indonésie… ), ou des pays en développement (PED) (pays d’Afrique centrale, Papouasie-Nouvelle-Guinée… ), qui tentent d’asseoir leur décollage économique ou leur survie financière sur l’utilisation de leurs espaces ou de leurs ressources naturelles, parmi lesquelles les forêts.
Une protection accrue de la biodiversité forestière implique généralement une réduction des revenus de la production de bois, tant pour la société que pour les propriétaires forestiers. Les notions d'extractivisme, de servitudes environnementales, de gestion durable, de protection environnementale et de marché animent les débats sur l'avenir de la forêt tropicale.

## Bois et puits de carbone
Une partie de l'efficacité environnementale du bois tient à l'effet de substitution qu'il exerce sur divers matériaux énergivores et producteurs de gaz à effet de serre.
La fabrication de ciment et de béton est responsable d'environ 8 % des émissions mondiales de GES tandis que la sidérurgie est responsable de 5 % supplémentaires (une demi-tonne de CO2 est émise pour fabriquer une tonne de béton; deux tonnes de CO2 sont émises dans la fabrication d'une tonne d'acier).
La fabrication des produits en bois consomme beaucoup moins d’énergie et pollue moins l’air et l’eau que la fabrication des produits en acier ou en béton. Remplacer le béton ou l'acier par le bois permet d'éviter les émission de dioxyde de carbone de ces matériaux.
L'utilisation du bois dans la construction permet en outre d'assurer le blocage à long terme du carbone sur les terres, ce que l'on appelle un puits de carbone, ce que ne permettent pas l'acier ou le béton. Conjuguée à une politique de reboisement et d'entretien des forêts, la constitution de villes en réservoirs de carbone grâce à l'utilisation du bois, et éventuellement la transformation des bois usagés en d'autres produits à longue durée de vie, permet d'immobiliser de grandes quantités de carbone ; c'est une opportunité généralement négligée de diminuer l'impact carbone du secteur des bâtiments.
Pour atteindre des niveaux de récolte plus élevés tout en maintenant le stockage du carbone dans les forêts, des efforts de reboisement doivent être consentis et des mesures de gestion durable des forêts robustes doivent être implantées. Certaines forêts ayant une valeur biologique importante doivent être sanctuarisées.
Un aspect ignoré de l'effet de substitution du bois sur d'autres matériaux tient au mode d'extraction de chacun des matériaux entrant dans la fabrication des bâtiments. L'extraction minière a un impact important sur la capacité des écosystèmes à absorber le carbone, quand elle n'implique pas l'abattage de pans entiers de forêts: que ce soit pour l'extraction de sable dans les zones littorales, ou les défrichements qui entourent les exploitations minières à ciel ouvert. La déforestation induite par l'exploitation minière au Brésil à elle seule est responsable de 9 % de toute la perte de forêt amazonienne en 2005-2015.

### Extractivisme et forêt
Tout mode d’exploitation ou d’extraction (extractivisme) présentent un risque important pour l’environnement. L’abattage des arbres peut avoir une incidence considérablement différente selon qu’on a recours aux meilleures ou aux pires pratiques d’exploitation. Un procédé d’exploitation quel qu'il soit comporte trois dimensions : l’étendue, l’intensité et la durée. L’extraction minière est plus intensive et a un effet plus durable que l’exploitation forestière. L’exploitation forestière est plus étendue compte tenu de la superficie du territoire affecté.
La biosphère absorbe le carbone anthropique émis dans l'air, grâce à la photosynthèse qui est la base du mécanisme naturel et actif de séquestration du carbone. Cependant les pratiques industrielles contemporaines en matière de bois ne permettent pas de réaliser pleinement le potentiel des forêts à séquestrer le carbone. Aux Etats-Unis par exemple, qu'il s'agisse de l'attrait de rendements financiers rapides, des contraintes des taux d'actualisation élevés ou de la notion de responsabilité fiduciaire, la plupart des propriétaires industriels coupent leurs forêts de conifères peu de temps après qu'elles ont atteint une taille marchande — entre 35 et 45 ans, selon les conditions de croissance sur le site. Cette pratique met fin à la carrière des arbres en tant que photosynthétiseurs et fabricants de bois juste au moment où ils deviennent efficaces. Doubler l'âge de rotation par exemple augmente la production de bois de 52 % sur l'horizon de planification de 80 ans. Ce qui n'est pas surprenant : lorsque l'on coupe à blanc une forêt, l'infrastructure photosynthétique de la forêt qui convertit la lumière, l'eau et le CO2 en bois et en oxygène est détruite, et il faut du temps pour la reconstruire. La séquestration du carbone s'ajoute aux services sociétaux que les pouvoirs publiques attendent des exploitants forestier. Peu ou prou il faudra les rémunérer financièrement,.
Une grande partie de l'impact controversé de la gestion forestière dans les forêts boréales tient donc à la surutilisation des coupes à blanc à grande échelle avec une rotation inférieure au début du stade de « forêt ancienne », notion distincte de la forêt primaire. Pour régler ce problème, la province de Québec suit les principes de l'aménagement forestier écosystémique depuis leur adoption en 2013. L'objectif est de gommer les écarts entre la forêt aménagée et la forêt naturelle ,.

## Secteur du bois d'œuvre

### Producteurs de bois de sciage
Les cinq plus grands producteurs de sciages sont la Chine, les États-Unis, le Canada, la fédération de Russie et l'Allemagne. Ensemble, ces cinq pays en 2018 ont produit plus de la moitié (58 pour cent, soit 286 millions de m³) des sciages mondiaux.
Le volume de bois de sciage en 2020, estimé à 473 millions de m3 au niveau mondial, est en augmentation de 12% par rapport aux chiffres de 1980 (en 1946 le volume des sciages était estimé à 190 millions de m3). 73% sont des résineux. Le volume des panneaux à base de bois en 2020, estimé à 367 millions de m3 au niveau mondial est en augmentation de 280% par rapport aux chiffres de 1980. Les exportations de bois de sciage sont en constante augmentation (de 50% entre 1980 et 2020). Les exportations de panneaux ont explosé (de 490% de plus entre 1980 et 2020),.
Les principaux exportateur de bois d'œuvre sont par ordre décroissant, la Chine (panneaux), le Canada, les Etats-Unis, l'Allemagne, la Russie, l'Autriche, la Pologne (menuiserie), l'Indonésie (panneaux), la Suède, la Finlande.

### Consommateurs de bois de sciage
La Chine et les États-Unis étaient également les deux principaux consommateurs de sciages en 2018, consommant respectivement 128 millions de mètres cubes et 101 million de mètres cubes de bois de sciage. Les trois autres principaux consommateurs de sciages dans le monde sont l'Allemagne, le Canada et le Japon consommant chacun autour de 15 millions de mètres cubes de sciage. En 2018, la production mondiale de panneaux à base de bois d'autre part a atteint 408 millions de mètres cubes, dont la moitié consommée en Chine.
Un peu moins du quart de la production de sciage mondiale est consommé en Amérique du Nord. Au Canada 43 % des prélèvement de bois vont à la production de bois d'œuvre, et 10 % à la production de panneaux OSB.
La construction en bois n’occupe pas une position dominante dans les pays européens. En moyenne moins de 20 % des bois prélevés terminent sous forme de sciage en Europe et 10 % sous forme de panneaux. En France, la part du bois dans le bâtiments résidentiel est passée de 2 % en 2000 à 12 % en 2022 (moins de 10 % des prélèvement forestier finissent sur le marché sous forme de sciage, un tiers des prélèvements va à une utilisation comme bois de feu en auto-approvisionnement).

### Au Canada
Au Québec, environ 90 % des bâtiments résidentiels sont construits en ossature légère en bois et 27% dans le secteur non résidentiel, secteur amené à se développer (2017). La réglementation du Québec autorise de construire jusqu’à six étages avec ce matériau. Aux États-Unis la construction résidentielle neuve en 2019 a consommé 26,5 millions de mètres cubes , R&R : 31,9 millions de mètres cubes , l'industrie et autre ; 16,2 millions de mètres cubes, et la construction non résidentielle ; 7,7 millions de mètres cubes.
Au Canada, la production de papier et de panneaux, ainsi que la cogénération à partir de bois, utilise principalement les résidus de la production du bois d'œuvre (première transformation, copeaux, sciure, raboture),. 80 % de la production canadienne de bois d'œuvre va à l'exportation: 80 % vers les États-Unis, 11 % vers le Japon, et 5 % vers l'Union européenne.

## Le bois, un matériau intéressant
Le bois est un matériau renouvelable, dont la production consomme très peu d’énergie intrinsèque, et est très peu polluante. Cela en fait un matériau de construction durable et respectueux de l'environnement.. Il faut ajouter à cela des performances structurelles intéressantes.
Le bois employé comme matériau de construction présente entre autres avantages :
- comportement au feu : en cas d'incendie, la couche extérieure de bois massif se carbonise de manière prévisible, ce qui conduit à une auto-extinction et à la protection de l'intérieur du bois, permettant de conserver l'intégrité structurelle des constructions en bois pendant plusieurs heures, même en cas d'incendie intense. Des essais de tenue au feu ont démontré que les murs d’ossature en bois possèdent une résistance au feu identique ou supérieure à celle des murs à montants métalliques recouverts des mêmes finis[30] ;
- réduction des émissions de carbone : bien que la quantité exacte dépende des espèces d'arbres, des pratiques forestières, des coûts de transport et de plusieurs autres facteurs, on considère généralement qu'un mètre cube de bois séquestre environ une tonne de CO2[31] ;
- isolant naturel : le bois est un isolant naturel qui le rend particulièrement bon comme élément d'ossature, et pour les menuiseries extérieures ;
- moins de temps de construction, de coûts de main-d'œuvre et de déchets : il est facile de préfabriquer en bois, et les ensembles en bois peuvent être assemblés simultanément (avec relativement peu de main-d'œuvre). Ce qui réduit le gaspillage de matériaux, évite un inventaire massif sur site et minimise les perturbations sur site. Selon l'industrie du bois d'œuvre résineux, les bâtiments en bois massif sont environ 25 % plus rapides à construire que les bâtiments en béton et nécessitent 90 % moins de trafic de construction[32].

## Fin de vie
Une étude de l'EPA aux États-Unis montre le scénario typique de fin de vie des déchets en bois provenant des déchets solides municipaux (MSW), des emballages en bois et d'autres produits divers en bois. Sur la base des données de 2018, environ 67 % des déchets en bois ont été enfouis, 16 % incinérés avec valorisation énergétique et 17 % recyclés.
Une étude menée par l'Université Napier d'Édimbourg sur le flux proportionnel de déchets de bois récupéré au Royaume-Uni a montré que le bois provenant des déchets solides municipaux et des déchets d'emballage représente 13 et 26 % des déchets collectés. Les déchets de construction et de démolition constituent collectivement la plus grande masse de déchets à 52 %, les 10 % restants provenant de l'industrie.

### Le bois comme "matière première secondaire"
Le terme matière première secondaire désigne les déchets qui ont été recyclés et réinjectés pour être utilisés comme matériau de production. Le bois a un fort potentiel d'utilisation comme matière première secondaire à différentes étapes, comme indiqué ci-dessous : 
Récupération des branches et des feuilles pour une utilisation comme engrais : Le bois subit plusieurs étapes de traitement avant que le bois ne soit de la forme, de la taille et des normes souhaitées pour un usage commercial. Le processus génère beaucoup de déchets qui, dans la plupart des cas, sont ignorés. Mais les déchets du bois étant organiques ils peuvent être utilisés comme engrais ou pour protéger le sol dans des conditions météorologiques extrêmes.
Récupération des copeaux de bois pour la production d'énergie thermique : Les déchets générés lors de la fabrication de produits finis en bois peuvent être utilisés pour produire de l'énergie thermique. Les produits de bois après leur fin de vie peuvent être décyclés en copeaux et être utilisés comme biomasse pour produire de l'énergie thermique.
Les pratiques d'économie circulaire offrent des solutions efficaces concernant les déchets. Elles ciblent la production inutile par la réduction, la réutilisation et le recyclage des déchets. Il n'existe aucune preuve claire et explicite d'une économie circulaire dans l'industrie des panneaux de bois. Cependant, sur la base du concept d'économie circulaire et de ses caractéristiques, il existe des opportunités dans l'industrie des panneaux de bois depuis la phase d'extraction de la matière première jusqu'à sa fin de vie. Il y a donc une lacune à creuser.

### Biomasse
La conversion du charbon à la biomasse est une tendance croissante aux États-Unis.
Les gouvernements du Royaume-Uni, d'Ouzbékistan, du Kazakhstan, d'Australie, de Fidji, de Madagascar, de Mongolie, de Russie, du Danemark, de Suisse et d'Eswatini rendent compte de l'accroissement du rôle de l'énergie dérivée de la biomasse que sont les matières organiques disponibles sur une base renouvelable et comprennent des résidus et/ ou sous-produits des processus d'exploitation forestière, de sciage et de fabrication du papier. En particulier, ces pays voient un moyen de réduire les émissions de gaz à effet de serre en réduisant la consommation de pétrole et de gaz tout en soutenant la croissance de la foresterie, de l'agriculture et des économies rurales. Des études menées par le gouvernement américain ont révélé que les ressources forestières et agricoles combinées du pays ont le pouvoir de fournir de manière durable plus d'un tiers de sa consommation actuelle de pétrole.
La biomasse est déjà une importante source d'énergie pour l'industrie nord-américaine des produits forestiers. Il est courant que les entreprises disposent d'installations de cogénération, également appelées chaleur et énergie combinées, qui convertissent une partie de la biomasse issue de la fabrication du bois et du papier en énergie électrique et thermique sous forme de vapeur. L'électricité sert, entre autres, à sécher le bois et à fournir de la chaleur aux séchoirs utilisés dans la fabrication du papier.

### Le bois dans l'économie circulaire

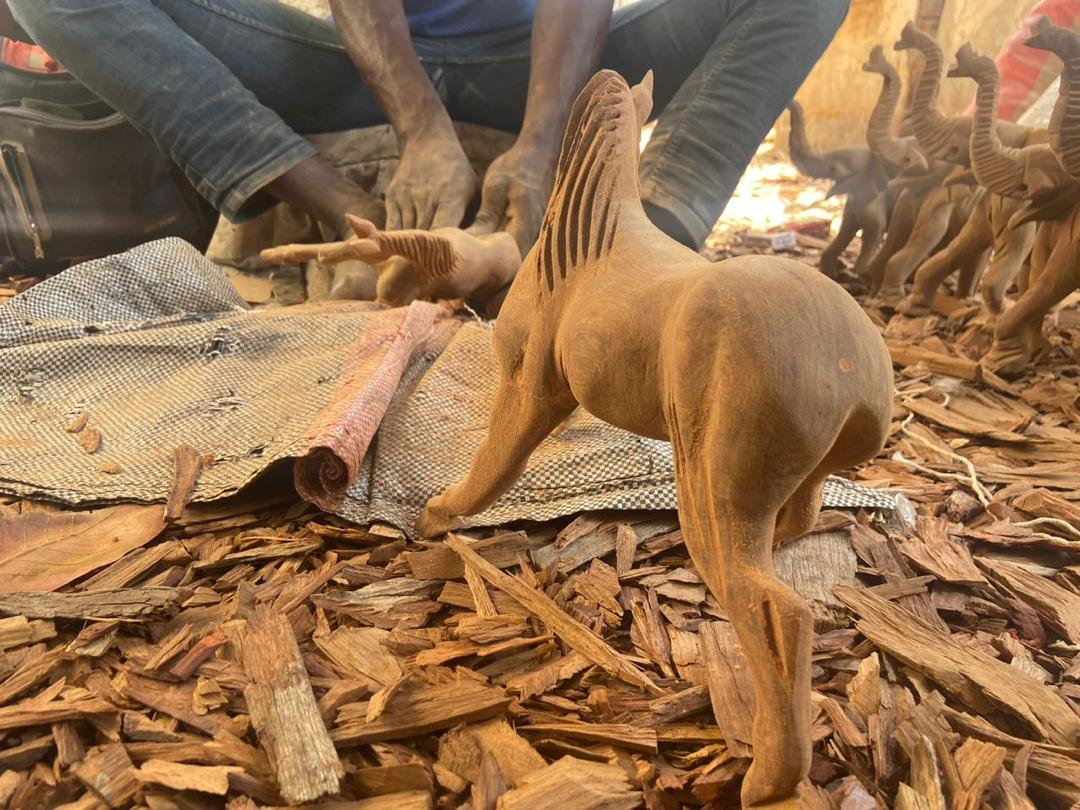
Réutilisation du bois pour la sculpture au Sénégal

La Fondation Ellen MacArthur définit l'économie circulaire comme basée sur les principes d'identifier les déchets et la pollution, de maintenir l'utilisation des produits et des matériaux et de régénérer les systèmes naturels.
L'économie circulaire peut être considérée comme un modèle qui vise à éliminer le gaspillage en ciblant les matériaux et les produits à leur valeur maximale d'utilisation et de temps d'utilisation. C'est un nouveau modèle de production et de consommation qui assure un développement durable dans le temps. Il est lié à la réutilisation des matériaux, des composants et des produits sur un cycle de vie plus long.
L'industrie du bois crée beaucoup de déchets, en particulier dans son processus de fabrication. De l'écorçage des grumes aux produits finis, il existe plusieurs étapes de transformation qui génèrent un volume considérable de déchets, notamment des déchets de bois solides, des gaz nocifs et des eaux résiduelles. Il est donc important d'identifier et d'appliquer des mesures pour réduire la contamination de l'environnement, donner un retour financier aux industries (par exemple, vendre les déchets aux fabricants à copeaux de bois) et maintenir une relation saine entre l'environnement et les industries.
Les déchets de bois peuvent être recyclés à leur fin de vie pour fabriquer de nouveaux produits. Les copeaux recyclés peuvent être utilisés pour fabriquer des panneaux de bois, ce qui est bénéfique à la fois pour l'environnement et pour l'industrie. Une telle pratique réduit l'utilisation de matières premières vierges, éliminant les émissions qui auraient autrement été émises lors de sa fabrication.
Une des études menées à Hong Kong réalisée à l'aide de l'analyse du cycle de vie (ACV), visait pour Hong Kong à évaluer et à comparer les impacts environnementaux de la gestion des déchets de bois provenant des activités de construction de bâtiments en utilisant différents scénarios de gestion alternatifs. Malgré divers avantages du bois et de ses déchets, la contribution à l'économie circulaire est encore très faible. Les domaines pour lesquels des améliorations peuvent être apportées, pour améliorer la circularité du bois sont les suivants :
1. Des règlements pour soutenir l'utilisation du bois recyclé. Par exemple, établir des normes de classement et appliquer des sanctions en cas d'élimination inappropriée, en particulier dans les secteurs qui produisent de grandes quantités de déchets de bois, comme le secteur de la construction et de la démolition ;
2. Créer une force d'approvisionnement plus forte. Cela peut être réalisé en améliorant le protocole et la technologie de démolition et en renforçant le marché des matières premières secondaires grâce à des modèles commerciaux circulaires ;
3. Augmenter la demande en incitant le secteur de la construction et les nouveaux propriétaires à utiliser du bois recyclé. Cela peut prendre la forme de taxes réduites pour la construction de nouvelle construction.

## Certification forestière et labels environnementaux
La forêt assume au regard de l'humanité différente fonctions principales : fonction économique : production de bois (bois d’œuvre, bois d’industrie, bois-énergie) ; fonction environnementale : services écosystémique, protection de la biodiversité ; fonctions sociale, symbolique et culturelle ; une protection de la ressource en eau ; une protection contre les risques naturels.
La certification forestière et les labels environnementaux sont un programme volontaire mis en œuvre à différentes échelles visant à garantir que les produits forestiers proviennent de terres certifiées gérées dans un objectif de durabilité. Les États-Unis, gros consommateur de bois d'œuvre et exportateur important sont pionnier en matière de certification. Le premier créé, l'ATFS a été lancé en 1941 aux États-Unis comme un moyen de promouvoir les avantages de la foresterie scientifique, à une époque où les dirigeants de l'industrie estimaient que les forêts privées américaines étaient coupées à des taux insoutenables.
Toutefois nombre de pays industriels, dont les États-Unis, sont consommateurs de bois tropicaux exploités de manière non-durable, phénomène qui joue un rôle important dans la déforestation tropicale. La demande mondiale croissante de produits ligneux à faible coût soutient une industrie de plusieurs milliards de dollars d'exploitation forestière illégale et non durable dans les forêts du monde entier. Selon certaines estimations, l'exploitation forestière en violation des lois nationales représente 8 à 10 % de la production et du commerce mondiaux des produits forestiers. Il représente également 40 à 50 % de l'ensemble de l'exploitation forestière dans certaines des forêts les plus précieuses et les plus menacées de la planète.
Une protection accrue de la biodiversité forestière implique généralement une réduction des revenus de la production de bois, tant pour la société que pour les propriétaires forestiers.
Systèmes de certifications par ordre d'apparition.
| Système de certification                      | American Tree Farm System (ATFS) | Forest Stewardship Council (FSC) | Sustainable Forestry Initiative (en)(SFI) | Programme for the endorsement of forest certification schemes (PEFC) |
| Sponsor                                       | American Forest Foundation (AFF) | Forest Stewardship Council | American Forest & Paper Association (AF&PA) |                                                                      |
| Année de création                             | 1941 | 1993 | 1995 | 1999                                                                 |
| Portée principale                             | États-Unis : propriétaires fonciers privés non industriels de 10 000 acres ou moins | Monde entier: Tous les types de propriété forestière | États-Unis et Canada : forêts industrielles | Monde entier                                                         |
| Base de participation                         | Volontaire | Volontaire | Obligatoire pour les membres AF&PA ; volontaire pour les autres |                                                                      |
| Gouvernance                                   | Autonome | Conseil d'administration et membres | Sustainable Forestry Board |                                                                      |
| Développement de normes                       | Panel indépendant et multipartite ; approuvé par le conseil d'administration de l'AFF | Comités de membres et d'intervenants avec participation du public | Conseil de foresterie durable avec la participation du public |                                                                      |
| Options de vérification                       | Double | Tierce requise | Simple, double, ou tierce |                                                                      |
| Système de chaîne de traçabilité mis en œuvre | Oui | Oui | Oui |                                                                      |
| Surface certifiée dans le monde               | | | |                                                                      |
| Acres certifiés aux États-Unis (millions)     | 19 | 34.5 | 63 |                                                                      |
| Standards/Principes                           | Engagement à pratiquer une foresterie durable; en accord avec les lois; reboisement et boisement; protection de l'air, de l'eau et du sol; les poissons, la faune, la biodiversité et la santé des forêts ; esthétique forestière; protéger les sites spéciaux ; récoltes de produits forestiers | Conformité aux lois et aux principes du FSC ; les droits fonciers et d'utilisation et les responsabilités; droits des peuples autochtones; relations communautaires et droits des travailleurs; avantages de la forêt; impact environnemental; plan de gestion; suivi et évaluation; la gestion des forêts à haute valeur de conservation ; gestion des plantations | Foresterie durable; productivité et santé des forêts; protection des ressources en eau; protection de la diversité biologique; esthétique et loisirs; protection des sites spéciaux; responsable de l'approvisionnement en fibre en Amérique du Nord ; conformité légale; rechercher; la formation et l'éducation; engagement communautaire et responsabilité sociale; transparence; amélioration continue; évitement d'approvisionnement controversé, y compris l'exploitation forestière illégale dans l'approvisionnement en fibre offshore |                                                                      |

## En France
L'utilisation de bois au lieu de matériaux d'origine fossile permet de baisser de 33 millions de tonnes par an[Quand ?] les émission de CO2 en France. Les déchets de bois de construction sont revalorisés à 79 %[réf. incomplète].